# S-O-S Nordpolen
S-O-S Nordpolen (også kendt som S.O.S. Nordpolen, originaltitel Ice Station Zebra) er en amerikansk spionage- og thrillerfilm fra 1968 instrueret af John Sturges med Rock Hudson, Patrick McGoohan, Ernest Borgnine og Jim Brown i hovedrollerne. Manuskriptet er skrevet af Douglas Heyes, Harry Julian Fink og W. R. Burnett løst baseret på Alistair MacLeans roman SOS Nordpolen fra 1963. Filmens soundtrack er komponeret af Michel Legrand. Både roman og film har paralleller til virkelige begivenheder, der fandt sted i 1959. Filmen handler om en amerikansk atomubåd, der må haste til Nordpolen for at redde mandskab på basen Ice Station Zebra.
Filmen er optaget i Super Panavision 70 i 70mm Cinerama for premiereudgivelsen. Filmen blev udgivet i USA den 23. oktober 1968 og modtog ved udgivelsen blandede anmeldelser. Den blev en økonomisk fiasko, da den alene indspillede 4,6 mio. $ med et budget på mellem 8–10 millioner dollar.
Filmen fik dansk premiere den 23. januar 1970 i Tre Falke Bio med repremierer i Kinopalæet i 1972, 1974 og 1975 og senere repremierer i flere danske biografer.

## Handling
En sovjetisk satellit sender en kapsel ned på den arktiske is ca. 500 km nord for Station Nord på Grønland i pakisen i det Arktiske Ocean. En person nærmer sig kapslen, styret af et søgelys, mens en anden person i al hemmelighed ser på fra nærheden.
Kaptajnen på den amerikanske atomubåd USS Tigerfish kommandør James Ferraday, der er stationeret ved basen Holy Loch i Skotland får ordre til at redde personalet på en britisk videnskabelig vejrstation, Drift Ice Station Zebra, der er placeret i havisen. Dette er dog dække for den virkelige mission.
Den britiske efterretningsagent "Mr. Jones" og en amerikansk enhed af U.S. Marines slutter sig til Tigerfish, mens den ligger i havnen. Efter at have afsejlet ankommer en helikopter til Tigerfish og to personer sættes ombord: kaptajn Leslie Anders, der tager kommandoen over marinesoldaterne, og Boris Vaslov, en russisk afhopper og spion, som Mr Jones stoler på. Ubåden sejler under den tykke arktiske pakis, men er ikke i stand til at bryde op igennem isen. Kaptajn Ferraday beordrer en torpedo affyret for at bryde et hul i overfladen, men da den indre torpedoluge åbnes, strømmer havvandet ind og oversvømmer rummet, hvilket får ubåden til at dykke med næsen forrest. Det lykkes at redde ubåden kort før den når en dybde, hvor havets tryk vil knuse den. Ferraday konstaterer, at torpedorøret blev saboteret. Ferraday mistænker Vaslov, mens Jones mistænker Leslie Anders.
Tigerfisken rejser sig igen og bryder gennem tynd is til overfladen. Ferraday, Vaslov, Jones og marinesoldaterne begiver sig i en snestorm mod vejrstationen. Ved ankomsten finder de basen næsten brændt ned til grunden, og forskerne er næsten døde af hypotermi. Jones og Vaslov udspørger de overlevende om, hvad der er sket.
Jones afslører for Ferraday, at han leder efter et avanceret eksperimentelt britisk kamera, som har anvendt en forbedret film udviklet af amerikanerne. Sovjetunionen har stjålet teknologien og har anvendt den i en satellit, der under sit kredsløb har fotograferet placeringen af amerikanske missilsiloer. Satellitten har også optaget alle de sovjetiske missilaffyringssteder. Efter en funktionsfejl styrtede den ned nær Ice Station Zebra i Arktis. Da sovjetiske og britiske agenter ankom for at hente filmkapslen, blev forskerne fanget i krydsilden. Ferraday sætter sit mandskab til at lede efter kapslen. Jones finder en enhed, der kan spore kapslen, men bliver slået ud af Vaslov, der er sovjetisk dobbeltagent og er den, der har saboteret ubådens torpedorør. Leslie Anders konfronterer Vaslov, og de to mænd kæmper, indtil den fortumlede Jones skyder og dræber den amerikanske kaptajn.
Tigerfish registrerer, at sovjetiske fly nærmer sig. Ferraday lader Vaslov bruge trackeren til at lokalisere kapslen, der er begravet i isen. En stor styrke af sovjetiske faldskærmstropper ankommer og kræver filmen udleveret. Ferraday afleveret den tomme beholder, og der opstår en kort ildkamp, da bedraget bliver opdaget. I forvirringen forsøger Vaslov at tage filmen, men bliver såret af Jones. Ferraday beordrer ham til at give filmen til de sovjetiske soldater. Beholderen bliver sendt til vejrs med en vejrballon for at blive samlet op et af fly. Lige inden kapslen bliver samlet op af flyet, aktiverer Ferraday en detonator, og filmen ødelægges, hvorved ingen parterne kan komme til at se placeringen af den andens missilsiloer. Den sovjetiske oberst indrømmer, at både hans og Ferradays missioner er effektivt fuldført, og konflikten slutter.
Tigerfish gennemfører redningen af de civile videnskabsfolk fra vejrstationen. A telefaxmaskine rapporterer nyheden om, at den "humanitære mission" har været et eksempel på det forbedrede samarbejde mellem Vesten og Sovjetunionen.

## Medvirkende (udvalg)
- Rock Hudson som Commander James Ferraday
- Ernest Borgnine som Boris Vaslov
- Patrick McGoohan som David Jones
- Jim Brown som kaptajn Leslie Anders
- Tony Bill som Lt. Russell Walker
- Lloyd Nolan som Admiral Garvey
- Alf Kjellin assom obertst Ostrovskij
- Gerald S. O'Loughlin som Lt. Cdr. Bob Raeburn

## Produktion

### Udvikling
Filmrettighederne til Alistair MacLean-romanen fra 1963 blev erhvervet året efter af producenten Martin Ransohoff, der håbede at udnytte succesen med 1961's blockbuster-filmatisering af MacLeans roman fra 1957 til Navarones kanoner. Det var forventet at filmatiseringen af SOS Nordpolen ville koste omkring 5 millioner $. Ransohoffs virksomhed, Filmways, havde en aftale med MGM om at skaffe finansiering til filmen. Paddy Chayefsky blev hyret til at skrive manuskriptet.
Stjernerne fra Navarones kanoner, Gregory Peck og David Niven, blev oprindeligt knyttet til filmen med Peck som ubådskommandanten og Niven som den britiske spion samt Edmond O'Brien og George Segal i de andre nøgleroller. John Sturges blev lånt fra The Mirisch Company til at instruere filmen. Optagelserne skulle begynde i april 1965, optagelserne blev forsinket som følge af andre produktioner og af USA's forsvarsministerium, der havde indvendinger mod Paddy Chayefskys manuskript, som ministeriet anså som "en urimelig forvrængning af militærlivet", der ville "skade flåden og dens personels omdømme". Der blev herefter bestilt et nyt manuskript.
I januar 1967 annoncerede MGM, at filmen ville blive en af 13 film, MGM ville indspille i løbet af året.

### Casting
På grund af planlægningskonflikter var den originale rollebesætning ikke længere tilgængelig, da optagelserne begyndte i foråret 1967. Rock Hudson havde i februar 1967 erstattet Gregory Peck. Efter at have medvirket i fire komedier i træk, der alle floppede, var Hudson ivrig efter at ændre sit image og S-O-S Nordpolen var et forsøg på at opnå dette. Ifølge hans publicist lobbyede Hudson personligt for hovedrollen i S-O-S Nordpolen, der "revitaliserede" hans karriere. I juni 1967 blev Laurence Harvey og Patrick McGoohan castet til rollerne som henholdsvis den russiske og den britiske agent. I juli afløste Ernest Borgnine Harvey. Andre nøgleroller blev spillet af Jim Brown og Tony Bill.
Der var ingen kvinder blandt de medvirkende. "Det var sådan Maclean skrev den," forklarede Hudson.

### Optagelser
Optagelserne begyndte i juni 1967 og varede i 19 uger og sluttede i oktober 1967. Filmens budget var $8 millioner, men da optagelserne sluttede havde filmen kostet $10 millioner.
S-O-S Nordpolen blev fotograferet i formaet Super Panavision 70 af Daniel L. Fapp. Den fiktive atomubåd Tigerfish blev i optagelserne gengivet med optagelser af den dieseldrevne ubåd USS Ronquil (SS-396) af Guppy IIA-klassen, når ubåden var over vand. I scener, hvor ubåden dykker eller bryder overfladen blev anvendt optagelser af den dieseldrevne USS Blackfin (SS-322) af Guppy IA-klassen. I undervandsscenerne blev anvendt en model af en atomubåd i Skate-klassen.
Kameramanden John M. Stephens udviklede et nyt kamerasystem, der for første gang i en spillefilm filmede et sammenhængende forløb af neddykningen af en ubåd.
Under optagelserne måtte Patrick McGoohan blive reddet ud af det oversvømmede kammer af en dykker, da McGoohans fod havde sat sig fast.

## Udgivelse
S-O-S Nordpolen blev i nogle biografer udgivet i Cinerama-formatet. og havde premiere på Cinerama Dome i Los Angeles den 23. oktober 1968. Filmen fik premiere for offentligheden den følgende dag.
Filmen blev dog ikke en økonomisk succes i Nordamerika, hvor den blot indtjente blot $4,6 millioner.
Filmen fik dansk premiere i Tre Falke Bio den 23. januar 1970 i 70 mm format, hvor den blev en publikumssucces. Filmen fik repremiere i flere andre danske biografer, og blev vist som en af de sidste film i 3 Falke Bio, inden biografen lukkede i 1982.

## Modtagelse hos kritikerne
På filmsitet Rotten Tomatoes har filmen en "approval rating" på 47 % baseret på 15 anmeldelser med en gennemsnitlig bedømmelse på 5,30/10. På Metacritic har filmen en gennemsnitlig vurdering på 49% baseret på 9 anmeldelser, hvilket indikerer "blandede eller gennemsnitlige" anmeldelser.
Filminstruktøren John Carpenter har i magasinet Film Comment i 1996 nævnt filmen som en af hans "Guilty Pleasures".

### Priser og nomineringer
S-O-S Nordpolen blev ved Oscaruddelingen i 1969 nomineret i to kategorier: Bedste visuelle effekter (nominerede: Hal Millar og Joseph McMillan Johnson, prisen gik til 2001: A Space Odyssey) og Bedste fotografering (nominerede: Daniel L. Fapp, prisen gik til Romeo og Julie).